# 张秀岩
张秀岩（1895年—1968年12月23日），直隶霸州人，中共妇女运动的先驱之一。中共早期领导人李铁夫之妻。

## 生平
张秀岩于1915年入读直隶第一女子师范学校。1919年进入国立北京女子高等师范学校就读，1923年毕业。她曾先后任教于厦门集美女子师范学校、北京香山慈幼院。1926年加入中国共产党。1934年前往天津，曾任中共天津市委委员、妇女运动工作部部长，曾主办《妇女园地》、《天津妇女》杂志，并主持翻译了倍倍尔《妇女与社会》。1937年因丈夫李铁夫病逝而赴往延安料理后事，后留在陕西，任中共陕西省委常委、妇女部部长。1939年到延安中央组织部与中央党校工作。1945年参加中共七大。国共内战期间任中共中央城市工作部第四室主任、中央妇委委员、华北局城市工作委员会委员等职。1949年她跟随叶剑英等进入北平，此后参加了中国人民政治协商会议第一届全体会议。
中华人民共和国成立后，张秀岩历任中共北京市委委员兼妇委书记、全国妇联常委、政务院人民监察委员会党组第一副书记兼第三厅厅长、监察部部长助理。此外，她还是第一、二届全国人大代表，第三届全国政协委员、第四届全国政协常委。文化大革命中因遭受迫害而于1968年在狱中逝世。1979年中共中央为其平反。